# Veski (Märjamaa)
Veski (Duits: Weskekülla) is een plaats in de Estlandse gemeente Märjamaa, provincie Raplamaa. De plaats heeft de status van dorp (Estisch: küla).

## Bevolking
Het dorp had 20 inwoners op 31 december 2011 en 34 inwoners op 31 december 2021.

## Ligging
De rivier Velise vormt de zuid- en oostgrens van het dorp. De rivier Nurtu komt bij Veski uit op de Velise.

## Geschiedenis
Veski werd voor het eerst genoemd in 1419 als ‘Mühle Walkede’, een molen aan de Kosch-Bach, de Duitse naam voor de rivier Velise. Het Estische woord veski betekent ook ‘molen’. Walkede was de oudste naam voor Walck; Walck was oorspronkelijk een bezitting van het bisdom Reval (Tallinn), en  na ca. 1525 een zelfstandig landgoed. Het bestuurscentrum lag in het huidige dorp Valgu. In 1726 werd een dorp Weskeküll genoemd en in 1796 een dorp Weski, dat op het landgoed van Walck lag.
Tussen 1977 en 1997 maakte Veski deel uit van het buurdorp Velise.